# Cornumutila semenovi
Cornumutila semenovi là một loài bọ cánh cứng trong họ Cerambycidae.